# Pont de Sant Sadurní
El Pont de Sant Sadurní és una construcció del segle xviii desapareguda de Sant Sadurní d'Anoia (Alt Penedès) 

## Descripció
Es tractava d'un pont d'una sola arcada de punt rodó del segle xviii construït per creuar el torrent de la Canaleta en l'actual plaça del Pont Romà, nom posat en record del pont desaparegut. La denominació incorrecta de Pont Romà prové de la creença inicial que la construcció era d'origen romà i hauria format part de la Via Augusta al seu pas pel Penedès, però avui aquesta teoria ha quedat desmentida.
Al final de la Guerra Civil el pont fou destruït i la urbanització posterior dels anys 1940 anivellà el terreny, desapareixent qualsevol vestigi visible. Avui forma part com a jaciment a l'Inventari del Patrimoni Arquitectònic de Catalunya.
A destacar que en la mateixa plaça de Pont Romà s'hi ha reconstruït l'arc del portal de ponent de la vila construït el 1650 al final de l'actual carrer Cavallers. Un cop desmuntat en data indeterminada, l'arc es va reconstruir primer a la Torre de les Aigües i després al final del carrer de l'Església, d'on es va treure l'any 1960 per permetre el pas de vehicles. Amb uns petits canvis, es va tornar a construir el febrer de 2008 un altre cop al final del carrer de l'Església, just a la confluència amb la plaça del Pont Romà. En tot cas, se'l coneix popularment com l'arc del pont romà, la qual cosa ha portat a la confusió de creure que formava part d'un pont romà, d'altra banda inexistent.